# Présumé Innocent (film)
Pour les articles homonymes, voir Présumé Innocent.
Pour plus de détails, voir Fiche technique et Distribution.
Présumé Innocent (Presumed Innocent) est un film de procès américain réalisé par Alan J. Pakula, sorti en 1990. C'est une adaptation du roman du même nom de Scott Turow paru en 1987.
Carolyn Polhemus, procureure du comté de Kindle, est assassinée chez elle. Son employeur, le Procureur général Raymond Horgan, charge son bras droit Rusty Sabich de mener l'enquête. Mais deux procureurs concurrents, Nico Della Guardia et Tommy Molto, découvrent que Sabich et Carolyn ont eu une liaison qui s'est mal terminée. Molto et Della Guardia s'en servent pour accuser leur rival Sabich d'être l'assassin et organisent un procès contre lui. Afin d'éviter la prison, Rusty appelle à l'aide le meilleur avocat de la région, Sandy Stern, et son ami policier Daniel Lipranzer. Malheureusement Della Guardia et Molto affirment avoir des preuves accablantes contre Rusty.

## Synopsis
Comme chaque matin, Barbara Sabich dépose son mari, Rusty, procureur et bras droit du procureur général Raymond Horgan, au Ferry pour qu’il se rende à son travail.
Dès son arrivée, il est convoqué par son chef, qui lui apprend que sa jeune et très belle collègue Carolyn Polhemus vient d’être assassinée à coups de hachette dans la tête. Il n’a confiance qu’en Rusty pour résoudre cette affaire, qui tombe particulièrement mal pour lui, qui brigue sa réélection comme  District Attorney.
Malgré le peu d’enthousiasme de Rusty pour cette mission, Horgan le charge de l’enquête. Pour l’assister, Rusty parvient cependant à imposer l'inspecteur Daniel Lipranzer, un policier avec lequel il a l’habitude de travailler.
Plusieurs retours en arrière nous apprennent que la victime, particulièrement ambitieuse, n’hésitait pas à user de ses charmes pour promouvoir sa carrière et qu’elle avait ainsi été la maîtresse, entre autres, de Horgan et de Rusty. Reprochant à ce dernier son manque d’ambition, elle venait de le quitter du jour au lendemain, plongeant celui-ci dans le désarroi le plus total, au grand désespoir de sa femme Barbara qui était au courant de leur liaison.
La situation se complique pour Rusty lorsqu’un procureur rival - Nico Della Guardia, assisté de son proche collaborateur Tommy Molto, qui vise le poste de district attorney et qui est parvenu à connaître les liens de Rusty avec la victime - tente de le faire inculper pour son assassinat, ce qui affaiblira d’autant Horgan. De son côté, Rusty obtient une entrevue avec l’ex-mari de Carolyn, d’où il ressort que celle-ci était une arriviste forcenée et sans états d’âme. Rusty, profondément épris, n’en éprouve pas moins un chagrin immense qui laisse sa femme impuissante et désemparée (« Tu l’aimais donc tant que ça ? »).
Les relevés téléphoniques, le groupe sanguin de l’assassin, avec laquelle Carolyn semble avoir eu des rapports juste avant le meurtre, le fait qu’il ait récemment été éconduit par la victime, constituent autant d’indices à charge contre Rusty. Celui-ci se voit donc inculpé et sollicite alors l’aide de Sandy Stern, un ténor du barreau.
Le procès, présidé par le juge Larren Lyttle, fait rapidement apparaître que les lourdes présomptions contre Rusty ne sont étayées par aucune preuve. Manque notamment un verre sur lequel celui-ci aurait laissé ses empreintes. L’habile avocat de Rusty met à mal le témoignage mensonger de Horgan, qui charge son collaborateur pour s’en désolidariser le plus possible.
Puis, il fait ressortir les incohérences et la légèreté des conclusions du médecin légiste, le Dr. Tatsuo Kumagai, qui n’a pas relevé l’incongruité du prétendu emploi d’un spermicide par la victime, alors même qu’elle s’était fait ligaturer les trompes. Il retrouve par ailleurs un malfrat qui avait soudoyé le juge Lyttle dans une autre affaire, dans laquelle Carolyn Polhemus était intervenue, ce qui, en dernière extrémité, pourrait l’aider à faire pression sur le juge.
Finalement, ce dernier, qui sait bien que cette affaire résulte essentiellement d’une lutte de pouvoir entre l’équipe Horgan/Rusty et le duo Della Guardia/Molto et qui flaire qu’il n’a personnellement rien à gagner à ce que les choses s’enveniment davantage, profite d’une erreur de procédure de l’accusation pour rendre une ordonnance de non-lieu, qui blanchit totalement Rusty.
Au lendemain du procès, Daniel Lipranzer donne à Rusty le verre qui manquait tant à l’accusation et qu’il avait pu conserver par devers lui, à la suite de la précipitation maladroite des accusateurs de Rusty. Bien que ne se sachant pas coupable, Rusty lui témoigne sa reconnaissance.
Quelque temps plus tard, alors qu’il bricole chez lui, Rusty découvre une hachette ensanglantée dans sa cave. Barbara avoue alors la vérité: c'est elle qui a tué Carolyn, car elle détruisait leur vie. Après le meurtre elle a laissé une série d'indices pour faire comprendre la vérité à son mari mais elle n'avait pas imaginé qu'ils l'accuseraient du meurtre de Carolyn. Rusty est choqué mais décide de garder la confession pour lui car il ne veut pas laisser son fils sans sa mère. Le meurtre de Carolyn Polhemus reste donc une affaire non élucidée.

## Fiche technique
- Titre original : Presumed Innocent
- Titre francophone : Présumé Innocent
- Réalisation :  Alan J. Pakula
- Scénario : Frank Pierson et Alan J. Pakula, d'après le roman Présumé Innocent de Scott Turow
- Photographie : Gordon Willis
- Musique : John Williams, Richard Wolf (chansons)
- Production : Sydney Pollack, Mark Rosenberg et Susan Solt
- Sociétés de production : Mirage Enterprises et Warner Bros.
- Durée : 127 minutes
- Format : Couleurs (Technicolor) - 35 mm - 1,85:1 - Son stéréo Dolby
- Pays de production :  États-Unis
- Langue : anglais
- Dates de sortie :
  - États-Unis : 27 juillet 1990
  - France : 10 octobre 1990

## Distribution
- Harrison Ford (VF : Richard Darbois ; VQ : Ronald France) : Rözat « Rusty » Sabich
- Bonnie Bedelia (VF : Frédérique Tirmont ; VQ : Claudine Chatel) : Barbara Sabich
- Raúl Juliá (VF : Jean Roche ; VQ : Marc Bellier) : Alejandro « Sandy » Stern
- Brian Dennehy (VF : François Chaumette ; VQ : Vincent Davy) : Raymond Horgan
- Paul Winfield (VF : Med Hondo ; VQ : Jean Fontaine) : le juge Larren Lyttle
- Greta Scacchi (VF : Emmanuèle Bondeville) : Carolyn Polhemus
- John Spencer (VF : Patrick Floersheim ; VQ : Yvon Thiboutot) : l'inspecteur Daniel Lipranzer
- Joe Grifasi (VF : Hervé Caradec ; VQ : André Montmorency) : Tommy Molto
- Tom Mardirosian (VF : Guy Chapellier ; VQ : Mario Desmarais) : Nico Della Guardia, dit « Délai »
- Anna Maria Horsford (VF : Maïk Darah ; VQ : Madeleine Arsenault) : Eugenia Martinez
- Sab Shimono (VF : Jean Lescot ; VQ : Hubert Gagnon) : le docteur Tatsuo Kumagai, dit « l'Indolore »
- Bradley Whitford (VF : Renaud Marx) : Quentin « Jamie » Kemp
- Christine Estabrook : Lydia MacDougall, dite « Mac »
- Michael Tolan (VF : Marc Cassot ; VQ : Claude Préfontaine) : M. Polhemus
- Madison Arnold : le sergent Lionel Kenneally
- Ron Frazier (VF : Jean-Pierre Leroux) : Stew Dubinsky
- Jesse Bradford (VF : Raphaël Delfe) : Nat Sabich
- Joseph Mazzello : Wendell McGaffney
- Tucker Smallwood (VF : Sady Rebbot) : l'inspecteur Harold Greer
- Leland Gantt (VF : Greg Germain ; VQ : Éric Gaudry) : Leon Wells
- Teodorina Bello : Ernestine
- David Wohl (VF : Michel Paulin) : Morrie Dickerman
- John Michael Bennett (VF : Franck Capillery ; VQ : François Godin) : Guerasch
- Peter Appel : Glendenning
- John Seitz (VF: Edmond Bernard, VQ : Luc Durand) : Louis Balestrieri
- Bill Winkler : l'officier Tom
- Ricky Rosa (VF : Daniel Lafourcade) : Camper

 Source et légende : version française (VF) sur RS Doublage, ; version québécoise (VQ) sur Doublage.qc.ca.

## Distinctions
- Primé aux BMI Film and TV Awards de 1991 pour la musique du film (BMI Film Music Award) en faveur de John Williams.
- Nomination au Prix Edgar-Allan-Poe du meilleur film en 1991.

## Analyse

### Différences avec le roman
- Dans le livre, il y a le fils de Carolyn Polhemus, Marty Polhemus. Dans le film, il est remplacé par l'ex-mari de Carolyn.
- Le film commence lorsque Horgan annonce à Rusty que Carolyn a été assassinée chez elle puis Rusty et Lipranzer entament leur enquête avant d'aller aux obsèques de Carolyn. Le roman commence directement avec les obsèques de Carolyn.
- Dans le film, le gang des Night Saints est rebaptisé le gang des Zoulous.
- Le roman tourne beaucoup autour des liens d'amitié entre Raymond Horgan et le juge Larren Lyttle qui ont joué un rôle dans l'affaire. Dans le film, leur amitié est à peine mentionnée.
- Le roman tourne aussi beaucoup autour de la haine que le juge Larren Lyttle et que Tommy Molto éprouvent l'un pour l'autre du fait qu'ils étaient tous les deux attirés par Carolyn Polhemus. Dans le film, ce n'est pas évoqué.
- De nombreux personnages du livre ont été supprimés dans le film : Marty Polhemus, Mrs Krapotnik, le docteur Miles Robinson, etc.
- Dans le film, Rusty découvre à la fin avec choc qui est le coupable, dans le roman il le sait déjà depuis un moment mais a préféré garder le silence.

## Autour du film
Après l'adaptation de ce film, en 2024, sort une mini-série américaine, Présumé innocent.